# Đông Timor
Đông Timor (phiên âm: "Đông Ti-mo") hay Timor-Leste (phát âm tiếng Bồ Đào Nha: [ti'moɾ 'lɛʃtɨ]; tiếng Tetum: Timór Lorosa'e), tên chính thức là Cộng hòa Dân chủ Timor-Leste (tiếng Bồ Đào Nha: República Democrática de Timor-Leste, tiếng Tetum: Repúblika Demokrátika Timór-Leste), là một quốc gia ở khu vực Đông Nam Á, bao gồm nửa phía Đông của đảo Timor, những đảo lân cận gồm Atauro và Jaco và Oecussi-Ambeno, một phần nằm ở phía Tây Bắc của đảo, trong Tây Timor của Indonesia. Đông Timor là một đất nước rộng 15.410 km² cách thành phố Darwin, Úc khoảng 640 km về phía tây bắc.
Tên "Timor" xuất phát từ chữ timur, nghĩa là "phía Đông" trong tiếng Indonesia và tiếng Malaysia rồi trở thành Timor trong tiếng Bồ Đào Nha, dùng để gọi toàn bộ hòn đảo Timor. Tên theo tiếng Bồ Đào Nha là Timor-Leste và tên không chính thức theo tiếng Tetum là Timór Lorosa'e đôi khi được dùng trong tiếng Anh, và Liên Hợp Quốc chính thức gọi là Timor-Leste trong tiếng Anh. Lorosa'e ("phía đông" trong tiếng Tetum) nghĩa văn chương là "mặt trời mọc".
Bị thực dân Bồ Đào Nha đô hộ vào thế kỷ XVI, Đông Timor được biết đến với tên gọi Timor thuộc Bồ Đào Nha trong hàng thế kỷ. Nước này bị xâm lăng và chiếm đóng bởi Indonesia vào năm 1975 và trở thành tỉnh thứ 27 của Indonesia một năm sau đó. Sau cuộc bỏ phiếu để tự quyết định số phận đất nước do Liên Hợp Quốc tài trợ vào năm 1999, Indonesia rút khỏi lãnh thổ và Đông Timor trở thành quốc gia có chủ quyền được thành lập đầu tiên trong thế kỷ XXI và thiên niên kỷ thứ 3 vào ngày 20 tháng 5 năm 2002. Cùng với Philippines, Đông Timor là một trong hai nước ở châu Á có đa số người dân theo Công giáo.
Ở mức $800, Đông Timor là một trong những nước có GDP trên đầu người thấp nhất thế giới. Tuy nhiên, chỉ số phát triển con người (HDI) lại tương ứng với mức trung bình của sự phát triển con người và đặt Đông Timor thứ 142 trong các quốc gia trên thế giới.

## Tên gọi
"Timor" xuất phát từ timur, từ có nghĩa "phía đông" trong tiếng Indonesia và tiếng Malay (vì thế từ tiếng Indonesia Timor Timur), rồi được tiếng Bồ Đào Nha vay mượn và dùng để gọi toàn bộ hòn đảo Timor, sau đó xuất hiện trong tiếng Anh danh từ Portuguese Timor khi hòn đảo còn là thuộc địa Bồ Đào Nha. Lorosa'e cũng là từ có nghĩa "đông" trong tiếng Tetum, dịch nghĩa "mặt trời mọc".
Các tên chính thức theo hiến pháp gồm República Democrática de Timor-Leste trong tiếng Bồ Đào Nha (phát âm [tiˈmoɾ ˈlɛʃtɨ]), hầu như được sử dụng trong toàn đất nước, và trong tiếng Tetum, Repúblika Demokrátika Timór Lorosa'e, ít khi được sử dụng và không phải là tiêu chuẩn trong nhiều phương ngữ Tetum. Sau khi giành độc lập, chính phủ đã yêu cầu tên chính thức trong mọi ngôn ngữ là Timor-Leste, nhưng nó vẫn chưa được chấp nhận rộng rãi trong các quốc gia nói tiếng Anh trên toàn thế giới, tại đó cái tên "East Timor" vẫn thường được sử dụng. Cái tên tiếng Indonesia Timor Timur, viết tắt là Timtim, hiện không được dùng nhiều, và chính phủ cùng truyền thông Indonesia hiện dùng Timor Leste.
Tên viết tắt chính thức của các nước trên thế giới do Tổ chức Tiêu chuẩn hoá Quốc tế (ISO) đặt ra. Tên ngắn chính thức ISO 3166-1 trong tiếng Anh và mọi ngôn ngữ khác là Timor-Leste. Định nghĩa của ISO đã được Liên hiệp quốc, tổ chức tiêu chuẩn quốc gia Pháp (AFNOR), Hoa Kỳ (ANSI), Anh Quốc (BSI), Đức (DIN) và Thuỵ Điển (SIS) chấp nhận và được sử dụng toàn cầu bởi các tổ chức phi chính phủ. Timor–Leste được dùng như một cái tên ngoại giao bởi các bộ ngoại giao nước ngoài của hầu hết các quốc gia, ví dụ Bộ ngoại giao Hoa Kỳ và Liên minh châu Âu, trường hợp khác biệt đáng chú ý nhất là Úc, sử dụng "East Timor".
Cái tên ISO đã khiến xuất hiện tiêu chuẩn mã quốc gia ba chữ TLS và mã quốc gia hai chữ TL làm tên miền internet của quốc gia này. Mã quốc gia hai chữ cũ, TP (Timor Português – Timor thuộc Bồ Đào Nha), đang dần bị loại bỏ.

## Lịch sử

### Buổi đầu lịch sử
Hòn đảo ban đầu được sinh sống như một phần của các chuyến di cư của con người từng hình thành nên Australasia ở một mức độ lớn hơn. Mọi người tin rằng những hậu duệ của ít nhất ba làn sóng di cư vẫn sống tại nước này. Đợt di cư đầu tiên liên quan tới các nhóm bản xứ chính của New Guinea và Úc, và đã tới trước 40,000 năm trước. Khoảng năm 3000 TCN, người Nam Đảo đã di cư tới Timor, và có lẽ liên quan tới sự phát triển của nông nghiệp tại đây. Đợt thứ ba, người tiền Mã Lai đã tới từ nam Trung Quốc và bắc Đông Dương. Địa hình núi non khiến các nhóm này bị chia tách với nhau, và điều này giải thích tại sao có sự đa dạng ngôn ngữ lớn ở Đông Timor ngày nay.
Timor được tích hợp vào các mạng lưới thương mại của Trung Quốc và Ấn Độ ở thế kỷ XIV như một nhà xuất khẩu gỗ đàn hương, nô lệ, mật ong và sáp ong. Ghi chép lịch sử sớm nhất về hòn đảo Timor là Nagarakretagama ở thế kỷ 145, Canto 14, xác định Timur là một hòn đảo bên trong vương quốc của Majapahit. Những nhà thám hiểm châu Âu đầu tiên nói rằng hòn đảo có một số vị lãnh chúa hay hoàng thân ở đầu thế kỷ XVI. Một trong những lãnh thổ lãnh chúa lớn nhất là vương quốc Wehali (Wehale) ở trung tâm Timor, có thủ đô tại Laran, Tây Timor, nơi các nhóm sắc tộc Tetum, Bunaq và Kemak sinh sống.

### Chế độ thuộc địa Bồ Đào Nha
Người Bồ Đào Nha là những người châu Âu đầu tiên thực dân hoá Đông Nam Á Hải đảo  khi họ tới đây vào thế kỷ XVI. Họ đã thiết lập các tiền đồn tại (hiện là của Indonesia) Đảo Maluku và Timor và các hòn đảo xung quanh. Trong thời Nhà Habsburg cai trị Bồ Đào Nha (1580–1640), tất cả các tiền đồn xung quanh đều mất và cuối cùng rơi vào sự kiểm soát của người Hà Lan ở giữa thế kỷ XVII. Sự chiếm đóng hoàn toàn của châu Âu với một phần nhỏ lãnh thổ chỉ bắt đầu sau năm 1769, khi thành phố Dili, thủ đô của cái gọi là Timor thuộc Bồ Đào Nha, được thành lập. Trong thế kỷ XIX, người Hà Lan giành được chỗ đứng ở nửa phía tây hòn đảo Tây Timor, và chính thức nhận nó năm 1859 theo Hiệp ước Lisbon. Biên giới xác định được thành lập theo Hiệp ước Hague năm 1916, và nó vẫn tiếp tục là biên giới quốc tế giữa các nhà nước kế tục là Đông Timor và Indonesia.
Với người Bồ Đào Nha, Đông Timor không có giá trị gì nhiều ngoài việc là một cơ sở thương mại đã bị thất thời cho tới tận cuối thế kỷ XIX. Đầu tư vào hạ tầng, y tế và giáo dục ở mức tối thiểu. Gỗ đàn hương vẫn là mặt hàng xuất khẩu chính và cà phê cũng trở thành một mặt hàng xuất khẩu quan trọng từ giữa thế kỷ XIX. Tại những nơi chế độ cầm quyền Bồ Đào Nha có vị thế vững chắc, sự cai trị thường mang tính khai thác và tàn bạo. Đầu thế kỷ XX, nền kinh tế suy giảm trong nước buộc người Bồ Đào Nha phải bòn rút nhiều hơn nữa từ các thuộc địa và điều này đã dẫn tới sự phản kháng của người Timor.
Cuối năm 1941, Timor thuộc Bồ Đào Nha bị quân đội Hà Lan và Úc chiếm đóng trong một thời gian ngắn nhằm ngăn chặn trước một cuộc xâm lược của Nhật Bản vào hòn đảo này. Thống đốc người Bồ Đào Nha đã phản đối cuộc xâm lược, và các lực lượng Hà Lan đã quay trở về khu vực Hà Lan của hòn đảo. Người Nhật đổ bộ và đẩy lùi lực lượng nhỏ của Úc ra khỏi Dili, và những vùng nội địa núi non bắt đầu trở thành chiến trường của một cuộc chiến tranh du kích, được gọi là Trận Timor. Cuộc chiến đấu giữa các lực lượng Đồng Minh và người tình nguyện Timor chống lại Nhật Bản đã khiến khoảng từ 40,000 tới 70,000 người Timor thiệt mạng. Sau khi chiến tranh chấm dứt, quyền cai trị của Bồ Đào Nha được tái lập.
Quá trình phi thực dân hóa tại Timor thuộc Bồ Đào Nha bắt đầu năm 1974, sau sự thay đổi chính phủ tại Bồ Đào Nha trước Cách mạng Carnation. Trước sự bất ổn chính trị và những lo ngại ngày càng gia tăng về quá trình giải thực tại Angola và Mozambique, Bồ Đào Nha đã hoàn toàn từ bỏ Đông Timor. 9 ngày sau, Đông Timor bị các lực lượng Indonesia xâm lược và chiếm đóng.

### Chiếm đóng của Indonesia
Khi các đảng chính trị bắt đầu hình thành và xuất hiện trong nước, quân đội Indonesia đã thực hiện một chiến dịch hỗ trợ Apodeti, một đảng ủng hộ Indonesia khuyến khích sự chia rẽ giữa các đảng ủng hộ độc lập của Đông Timor. Một cuộc nội chiến ngắn diễn ra năm 1975. Indonesia cho rằng đảng FRETILIN của Đông Timor, nhận được một số sự hỗ trợ từ Cộng hoà Nhân dân Trung Hoa, là cộng sản. Sợ rằng một hiệu ứng domino cộng sản ở Đông Nam Á và sau chiến dịch của họ ở Miền Nam Việt Nam —Hoa Kỳ, cùng với đồng minh của mình Úc, ủng hộ các hành động của chính phủ Indonesia theo phương Tây. Hội đồng Bảo an Liên hiệp quốc đã nhất trí bỏ phiếu đòi Indonesia ngừng cuộc xâm lược và rút quân lập tức khỏi các biên giới của Đông Timor, nhưng đã bị Mỹ ngăn cản không thể áp đặt bất kỳ lệnh cấm vận kinh tế hay các biện pháp nào để buộc thực hiện quyết định này.
Đông Timor được tuyên bố trở thành tỉnh thứ 27 của Indonesia vào 17tháng 7 năm 1976. Vị thế danh nghĩa của nó tại Liên hiệp quốc còn lại là vị thế của một "lãnh thổ không tự quản dưới quyền hành chính của Bồ Đào Nha."

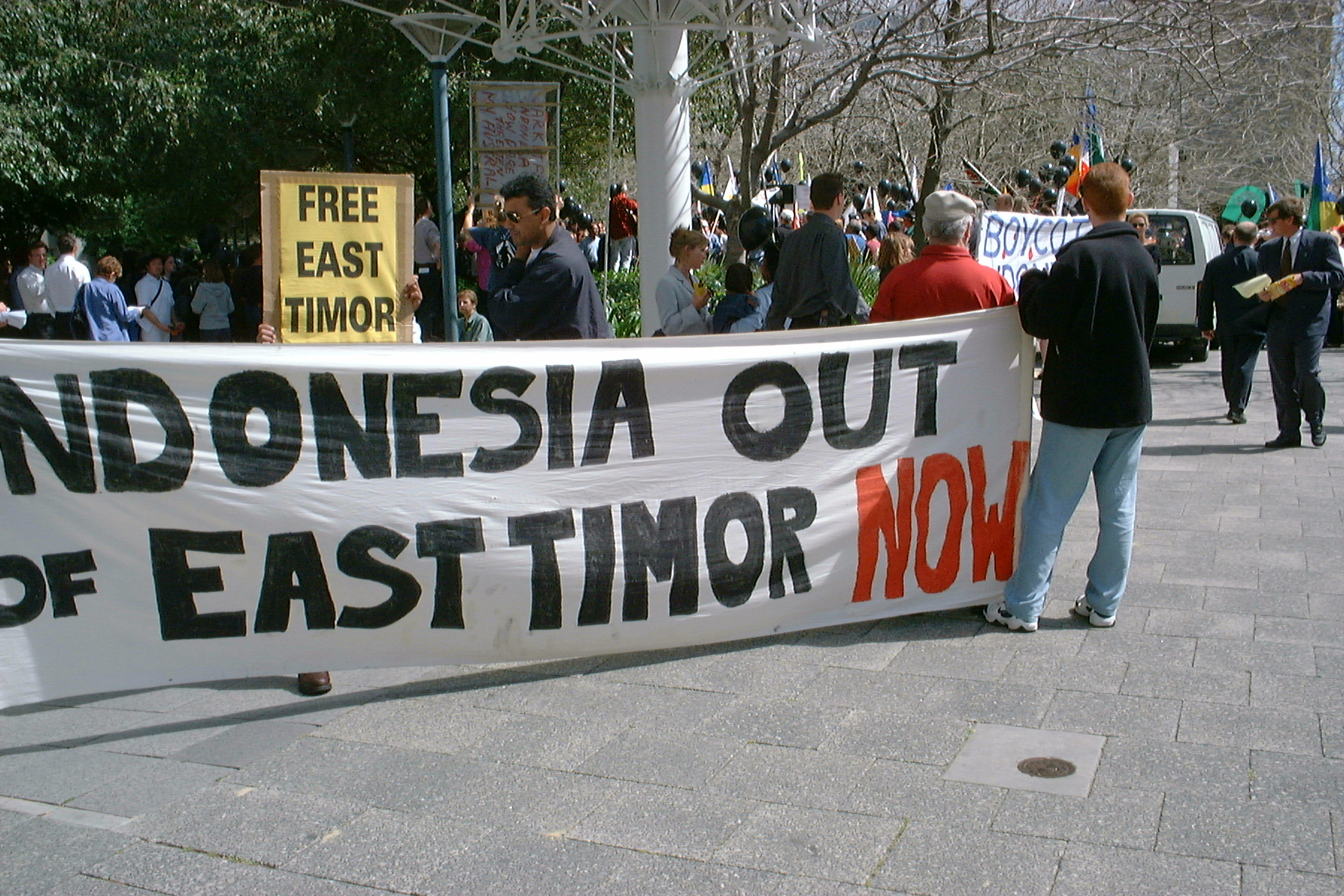
Biểu tình đòi độc lập khỏi Indonesia.

Sự cai trị của Indonesia ở Đông Timor thường ghi dấu bởi bạo lực và tàn bạo đặc biệt; ước tính số người Đông Timor chết trong thời gian chiếm đóng từ 60,000 đến 200,000 người, Một báo cáo thống kê chi tiết được thực hiện cho Cao uỷ về Tiếp Nhận, Sự thật và Hoà giải tại Đông Timor đã chỉ ra con số tối thiểu 102,800 cái chết có liên quan tới cuộc xung đột trong giai đoạn 1974–1999, có nghĩa là, xấp xỉ 18,600 vụ giết hại và 84,200 cái chết 'thêm nữa' vì nạn đói và bệnh tật.
Lực lượng du kích Đông Timor, Falintil, đã tổ chức một chiến dịch chống lại các lực lượng Indonesia trong giai đoạn 1975–1999, một số thành viên đã được các lực lượng đặc biệt của Bồ Đào Nha huấn luyện ở nước này. Vụ thảm sát Dili là thời điểm khiến sự nghiệp của người Đông Timor được biết đến trên trường quốc tế, và một phong trào đoàn kết Đông Timor tư sản đã phát triển ở Bồ Đào Nha, Úc và Hoa Kỳ.

### Độc lập
Sau một thoả thuận được Liên hiệp quốc bảo trợ giữa Indonesia, Bồ Đào Nha và Hoa Kỳ và một quyết định đáng ngạc nhiên của Tổng thống Indonesia B. J. Habibie, một cuộc trưng cầu ý dân do Liên hiệp quốc giám sát được tổ chức ngày 30 tháng 8 năm 1999, để lựa chọn giữa quy chế tự trị đặc biệt thuộc Indonesia và độc lập. 78.5% cử tri lựa chọn độc lập, nhưng với những vụ xung đột bạo lực, chủ yếu gây ra bởi các thành phần bên trong quân đội Indonesia và được sự hỗ trợ của các du kích Timor ủng hộ Indonesia do Eurico Guterres lãnh đạo, diễn ra ngay sau đó. Một lực lượng gìn giữ hoà bình (INTERFET dưới sự chỉ huy của Úc) can thiệp để tái lập trật tự. Các chiến binh du kích đã bỏ chạy qua biên giới để vào Tây Timor của Indonesia và lấy đó làm căn cứ để thỉnh thoảng tổ chức các cuộc tấn công vũ trang. Khi các cuộc tấn công đó bị đẩy lùi và áp lực quốc tế buộc Indonesia phải rút lui sự hỗ trợ ngầm của họ, quân du kích đã giải tán. INTERFET đã được thay thế bằng một lực lượng Cảnh sát Quốc tế của Liên hiệp quốc, sứ mệnh này được gọi là UNTAET, và UNTAET Crime Scene Detachment được thành lập để điều tra những cáo buộc về những hành động tàn bạo. UNTAET được Sérgio Vieira de Mello lãnh đạo với tư cách Hành chính viên Chuyển tiếp của Liên hiệp quốc từ tháng 12 năm 1999 tới tháng 5 năm 2002. Ngày 2 tháng 12 năm 1999, De Mello thành lập Hội đồng Tư vấn Quốc gia (NCC), một cơ cấu chính trị gồm 11 người Đông Timor và bốn thành viên UNTAET có trách nhiệm giám sát quá trình ra quyết định trong giai đoạn chuyển tiếp hướng tới độc lập. Tuy nhiên, ban đầu UNTAET đã gặp những khó khăn trong việc tạo lập sự tin cậy với nó trong giới lãnh đạo người Timor, dẫn tới tình trạng bạo lực đường phố. Một cuộc họp quan trọng ngày 1 tháng 3 năm 2000, đã tập hợp giới lãnh đạo người Timor và Liên hiệp quốc lại với nhau để đưa ra một chiến lược mới, và xác định những nhu cầu hiến pháp. Cuộc họp do Francis Martin O'Donnell tổ chức, và phái đoàn Timor dưới sự lãnh đạo của José Ramos-Horta, và gồm cả Mari Alkatiri. Kết quả là một kế hoạch chi tiết được đồng thuận về một sự đồng quản lý quyền lực hành pháp, gồm cả các lãnh đạo của Đại hội Quốc gia vì sự Tái thiết Timor (CNRT), dưới sự lãnh đạo của tổng thống tương lai Xanana Gusmão. Các chi tiết khác nữa được vạch ra trong một hội nghị tháng 5 năm 2000. De Mello đã đệ trình kế hoạch chi tiết mới cho một hội nghị các nhà tài trợ tại Lisbon, ngày 22 tháng 6 năm 2000, và tới Hội đồng Bảo an Liên hiệp quốc ngày 27 tháng 7 năm 2000. Ngày 12 tháng 7 năm 2000, NCC thông qua một quy tắc thành lập một Nội các Chuyển tiếp gồm bốn người Đông Timor và bốn đại diện của UNTAET. Cơ quan hành chính mới đã thành công trong việc đặt ra các nền tảng hiến pháp cho độc lập, và vào ngày 27 tháng 9 năm 2002, Đông Timor gia nhập Liên hiệp quốc.

### Hậu độc lập
Tháng 4 năm 2006, những cuộc bạo động bùng phát ở Dili sau sự đối đầu giữa cảnh sát và quân đội; 40 người đã chết và 20,000 người phải bỏ nhà cửa. Trận đánh giữa quân đội ủng hộ chính phủ và quân đội Falintil bất mãn nổ ra tháng 5 năm 2006. Theo lời kêu gọi của vị Thủ tướng, Úc, Malaysia, New Zealand, và Bồ Đào Nha đã gửi quân tới Timor, tìm cách giải quyết bạo lực. Ngày 26 tháng 6, Thủ tướng Mari Alkatiri từ chức, sau một tối hậu thư từ Tổng thống Xanana Gusmão rằng ông sẽ từ chức nếu Alkatiri không làm như vậy. José Ramos-Horta được chỉ định làm người kế vị Alkatiri ngày 8 tháng 7 năm 2006. Tháng 4 năm 2007, Gusmão thua khi tìm cách ở lại thêm một nhiệm kỳ tổng thống nữa. Trong thời gian chuẩn bị cho cuộc bầu cử tổng thống tháng 4 năm 2007 các đợt bạo lực lại bùng phát vào tháng 2 và tháng 3 năm 2007. José Ramos-Horta lên nhậm chức Tổng thống ngày 20 tháng 5 năm 2007, sau khi giành chiến thắng ở vòng hai cuộc bầu cử. Gusmão tuyên thệ trở thành Thủ tướng ngày 8 tháng 8 năm 2007. Tổng thống Ramos-Horta đã bị thương nặng trong một âm mưu ám sát ngày 11 tháng 2 năm 2008, trong một cuộc đảo chính không thành công rõ ràng do Alfredo Reinado lãnh đạo, một binh sĩ phản bội đã chết trong vụ tấn công. Thủ tướng Gusmão cũng bị bắn ở một địa điểm khác nhưng ông đã thoát nạn và không bị thương. Chính phủ Úc lập tức gửi các lực lượng tăng cường tới Đông Timor để giữ gìn trật tự.

## Địa lý

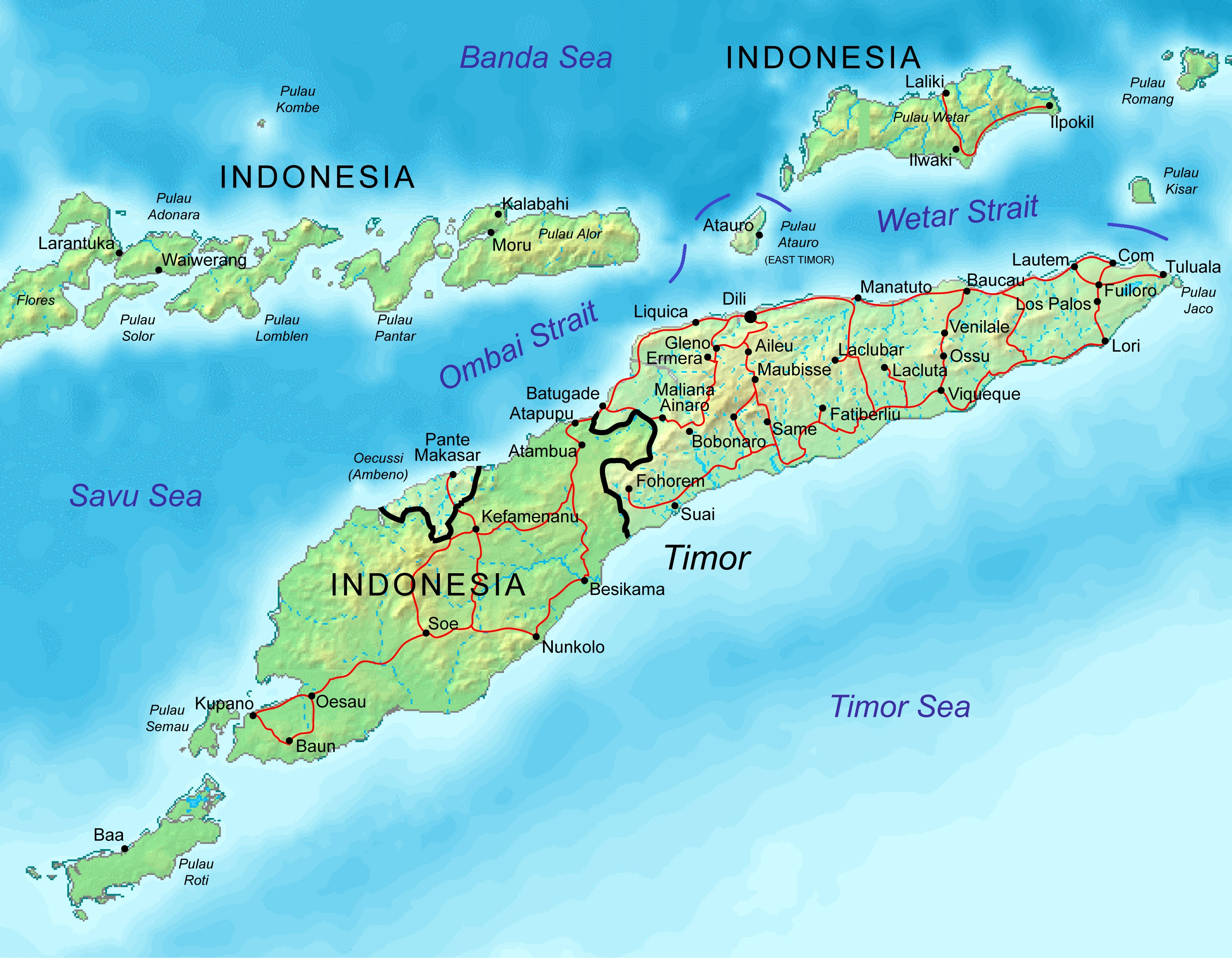
Bản đồ Đông Timor với biên giới và đường sá

Đảo Timor là một bộ phận của quần đảo Mã Lai và là phần lớn nhất và xa nhất về phía đông của cụm đảo Lesser Sunda. Về phía bắc của đảo nhiều núi đồi là eo biển Ombai và eo biển Wetar, về phía nam Biển Timor tách rời đảo với Úc, trong khi phía tây là tỉnh Đông Nusa Tenggara của Indonesia. Điểm cao nhất của Đông Timor là Núi Ramelau (còn được gọi là Núi Tatamailau ở độ cao 2.963 mét.
Đông Timor nằm trong vùng nhiệt đới, nói chung là nóng và ẩm, có hai mùa mưa và mùa khô rõ rệt. Thủ đô, thành phố lớn nhất và là cảng chính là Dili, thành phố lớn thứ nhì là thành phố Baucau ở phía đông. Dili có sân bay quốc tế đang hoạt động duy nhất, mặc dù có các sân bay nhỏ ở Baucau và Oecusse được dùng cho các chuyến bay nội địa. Đường băng của sân bay Dili không thể chịu được các máy bay vận tải lớn.

## Chính trị

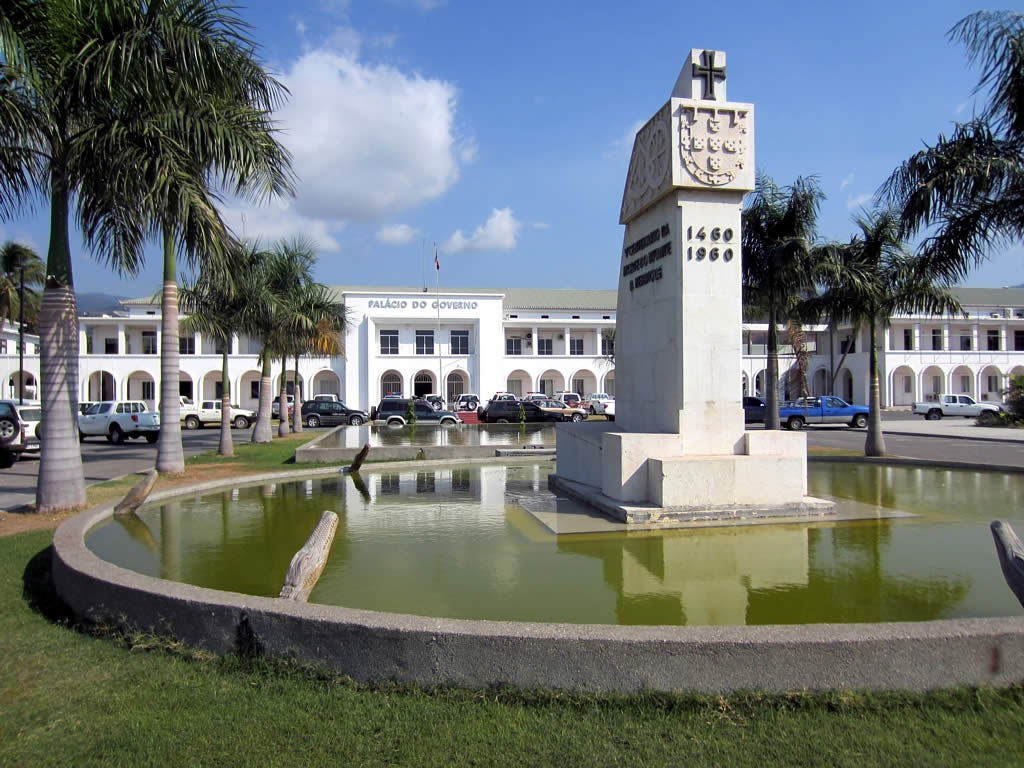
Tòa nhà Chính phủ ở Dili

Đông Timor theo chế độ cộng hòa bán tổng thống. Đứng đầu nhà nước là Tổng thống Đông Timor, được bầu lên bằng phổ thông đầu phiếu với nhiệm kỳ 5 năm. Mặc dù vai trò chỉ mang tính biểu tượng và quyền hành pháp hạn chế, tổng thống có quyền phủ quyết đối với một vài loại đạo luật. Sau bầu cử, tổng thống sẽ chỉ định người đứng đầu đảng đa số hoặc liên minh đa số trong nghị viện làm Thủ tướng Timor-Leste. Là người đứng đầu chính phủ, Thủ tướng sẽ điều hành Nội các.
Cơ quan lập pháp duy nhất ở Đông Timor là Nghị viện Quốc gia (Parlamento Nacional) đơn viện, các nghị sĩ được đầu phổ thông cho nhiệm kỳ 5 năm. Số ghế có thể thay đổi từ mức tối thiểu 52 đến mức tối đa 65 ghế, mặc dù có trường hợp ngoại lệ là 88 thành viên như hiện tại, do đây là nhiệm kỳ đầu tiên. Hiến pháp Đông Timor phỏng theo Bồ Đào Nha. Đất nước vẫn đang trong quá trình xây dựng hệ thống hành chính và cơ quan chính phủ hoàn chỉnh.

### Phân cấp hành chính

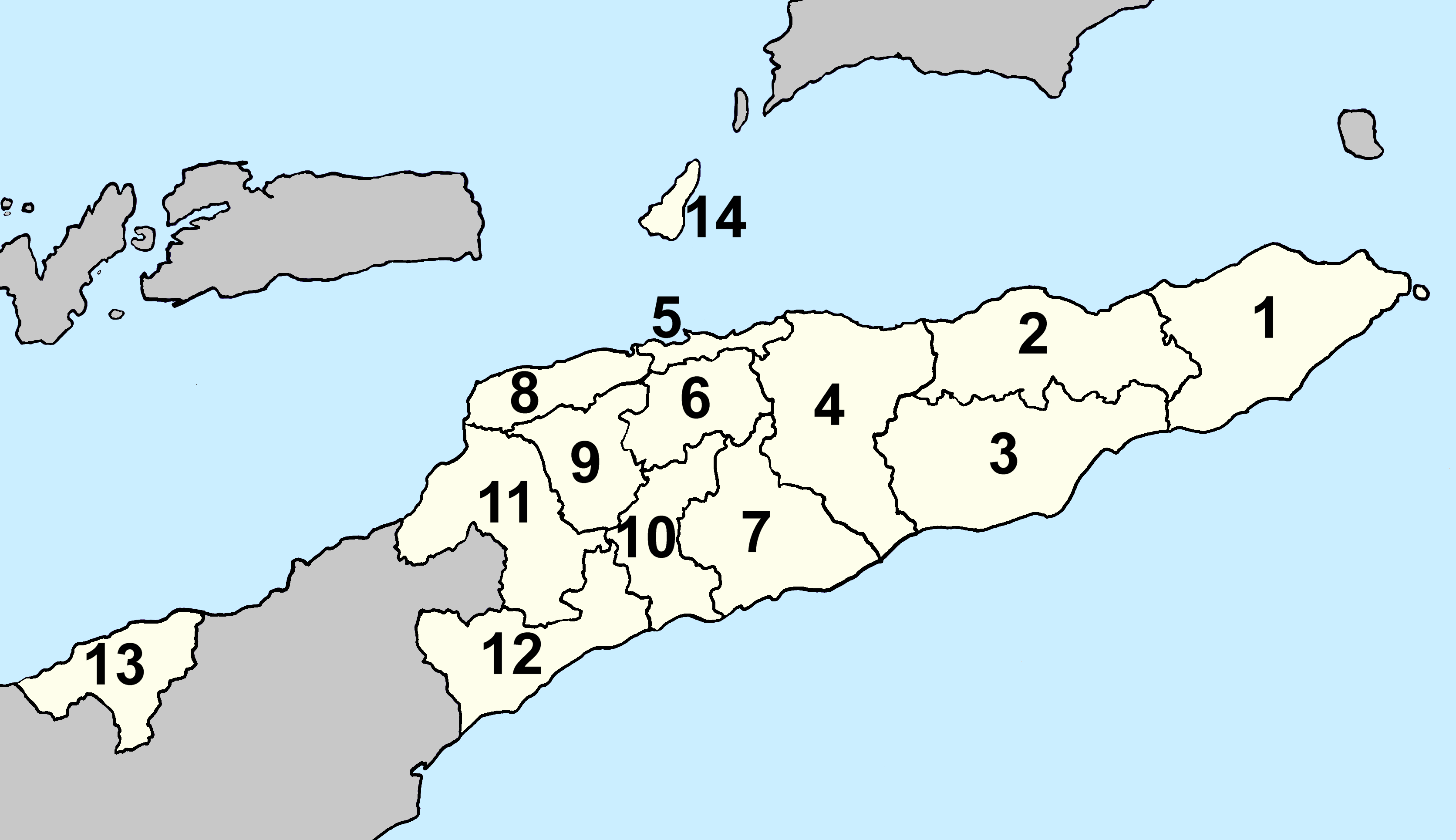
Bản đồ các khu vực của Đông Timor

Thời gian đầu lập quốc, hành chính Timor-Leste được phân cấp thành các huyện (distritos), dưới huyện là phó huyện (subdistritos), thấp nhất là thôn (sucos). Ngoài ra còn có một đơn vị không chính thức là xóm (aldeias).
Sau khi cải cách hành chính, Timor-Leste được phân cấp lại thành các khu hành chính (municípios) cải tổ từ các huyện cũ và cụm hành chính (postos administrativos) cải tổ từ các phó huyện cũ. Cấp dưới vẫn là thôn.
Toàn bộ lãnh thổ Timor-Leste được phân thành 13 khu hành chính và 1 đặc khu (Região Administrativa Especial – RAE), tương đương cấp tỉnh của Việt Nam:
| 1. Lautém 2. Baucau 3. Viqueque 4. Manatuto 5. Dili |  | 6. Aileu 7. Manufahi 8. Liquiçá 9. Ermera 10. Ainaro |  | 11. Bobonaro 12. Cova Lima 13. Oecusse 14. Atauro |

|    | Thành phố tự trị | Diện tích (km²) | Số hộ gia đình | Dân số(2004) | Dân số (Ước lượng năm 2008) | Mật độ dân số (2004) (/km²) |
| -- | ---------------- | --------------- | -------------- | ------------ | --------------------------- | --------------------------- |
| 1  | Lautém           | 1.702           | 12.998         | 55.921       | 65.349                      | 32.9                        |
| 2  | Baucau           | 1.494           | 22.659         | 100.326      | 113.748                     | 67.2                        |
| 3  | Viqueque         | 1.781           | 15.115         | 65.245       | 72.950                      | 36.6                        |
| 4  | Manatuto         | 1.706           | 8.338          | 36.719       | 41.217                      | 21.5                        |
| 5  | Dili             | 372             | 31.575         | 173.541      | 212.469                     | 466.5                       |
| 6  | Aileu            | 729             | 7.745          | 37.926       | 45.724                      | 52.0                        |
| 7  | Manufahi         | 1.325           | 8.901          | 44.950       | 53.995                      | 33.9                        |
| 8  | Liquiçá          | 543             | 11.063         | 54.834       | 69.925                      | 101.0                       |
| 9  | Ermera           | 746             | 21.165         | 103.199      | 118.671                     | 138.3                       |
| 10 | Ainaro           | 797             | 11.527         | 52.476       | 62.407                      | 65.8                        |
| 11 | Bobonaro         | 1.368           | 18.397         | 83.034       | 93.787                      | 60.7                        |
| 12 | Cova Lima        | 1.226           | 11.820         | 52.818       | 62.764                      | 43.1                        |
| 13 | Oecusse          | 815             | 13.659         | 57.469       | 67.736                      | 70.5                        |

Các khu vực được chia thành 65 postos administrativos, 442 sucos và 2.225 aldeias.

## Kinh tế
Trước và trong thời kỳ thực dân, Timor nổi tiếng nhất về gỗ đàn hương.
Cuối năm 1999, khoảng 70% cơ sở hạ tầng kinh tế Đông Timor đã bị phá huỷ bởi quân đội Indonesia và các du kích chống độc lập, và 260,000 người đã phải bỏ chạy về phía tây. Từ năm 2002 tới năm 2005, một chương trình quốc tế do Liên hiệp quốc lãnh đạo, được quản lý bởi các cố vấn dân sự, 5,000 lính gìn giữ hoà bình (8,000 lúc cao điểm) và 1,300 sĩ quan cảnh sát, đã dần khôi phục cơ sở hạ tầng. Tới giữa năm 2002, hầu như toàn bộ 50,000 người tị nạn đã quay trở về.
Một dự án dài hạn nhiều hứa hẹn là việc liên doanh phát triển các nguồn tài nguyên dầu mỏ và khí tự nhiên với Úc ở vùng lãnh hải phía đông nam Timor. Cơ quan hành chính thuộc địa Bồ Đào Nha đã nhượng cho Oceanic Exploration Corporation quyền khai thác các trầm tích này. Tuy nhiên, việc này đã bị cắt ngang bởi cuộc xâm lược của Indonesia năm 1976. Các nguồn tài nguyên đã được phân chia giữa Indonesia và Úc theo Hiệp ước đoạn nối Timor năm 1989. Hiệp ước lập ra những hướng dẫn cho việc đồng khai thác các nguồn tài nguyên ở đáy biển tại khu vực "nối" khi ấy do Timor thuộc Bồ Đào Nha để lại tại biên giới biển được đồng thuận giữa hai nước năm 1972. Các nguồn khu từ khu vực "chung" được chia 50%-50%. Woodside Petroleum và ConocoPhillips bắt đầu tìm kiếm một số nguồn tài nguyên ở Nối Timor thay cho hai chính phủ năm 1992.
Đông Timor không được thừa hưởng các biên giới biển cố định khi họ giành được độc lập, coi Hiệp ước Nối Timor là bất hợp pháp. Một thoả thuận tạm thời (Hiệp ước Biển Timor, đã được ký kết khi Đông Timor trở thành độc lập ngày 20 tháng 5 năm 2002) xác định một Vùng Cùng Khai thác Dầu khí (JPDA), và trao 90% nguồn thu từ các dự án hiện hữu trong khu vực đó cho Đông Timor và 10% cho Úc. Phát triển đáng chú ý mới nhất trong JPDA từ khi Timor giành độc lập là nguồn dầu mỏ lớn nhất tại Biển Timor, Greater Sunrise gas field. Việc khai thác giếng dầu này là chủ đề của những thoả thuận riêng biệt năm 2003 và 2005. Chỉ 20% giếng dầu nằm trong JPDA và phần còn lại tại các lãnh hải không thuộc trong hiệp ước (dù được cả hai nước tuyên bố chủ quyền). Thoả thuận tạm thời ban đầu trao 82% nguồn thu cho Úc và chỉ 18% cho Đông Timor.
Chính phủ Đông Timor đã tìm cách đàm phán một biên giới xác định với Úc tại đường một phần hai giữa hai nước, theo Công ước LIên hiệp quốc về Luật Biển. Chính phủ Úc thích thiết lập biên giới ở cuối thềm lục địa Úc rộng lớn, như đã đồng thuận với Indonesia năm 1972 và 1991. Thông thường một cuộc tranh cãi như thế sẽ được đưa ra trước Toà án Công lý Quốc tế hay Toà án Quốc tế về Luật Biển để tìm kiếm một quyết định công bằng, nhưng chính phủ Úc đã rút khỏi quyền tài phán của các tổ chức pháp lý quốc tế đó (chỉ về các vấn đề liên quan tới các biên giới biển) ngay trước khi Đông Timor độc lập. Tuy nhiên, dưới áp lực của công chúng và ngoại giao, chính phủ Úc thay vào đó đã đưa ra một nhượng bộ ở phút cuối cùng về riêng các khoản tiền chia tại Greater Sunrise gas field. Ngày 7 tháng 7 năm 2005, một thoả thuận được ký kết theo đó cả hai nước sẽ đặt sang bên cạnh cuộc tranh cãi về biên giới biển, và Đông Timor sẽ nhận được 50% lợi nhuận (ước tính A$26 tỷ hay khoảng US$20 tỷ trong cả thời gian dự án) từ việc khai thác giếng dầu Greater Sunrise. Tuy nhiên, các công việc khai thác khác bên trong vùng lãnh hải do Đông Timor tuyên bố chủ quyền nhưng bên ngoài JPDA (Laminaria-Corallina and Buffalo) tiếp tục do Úc đơn phương khai thác.

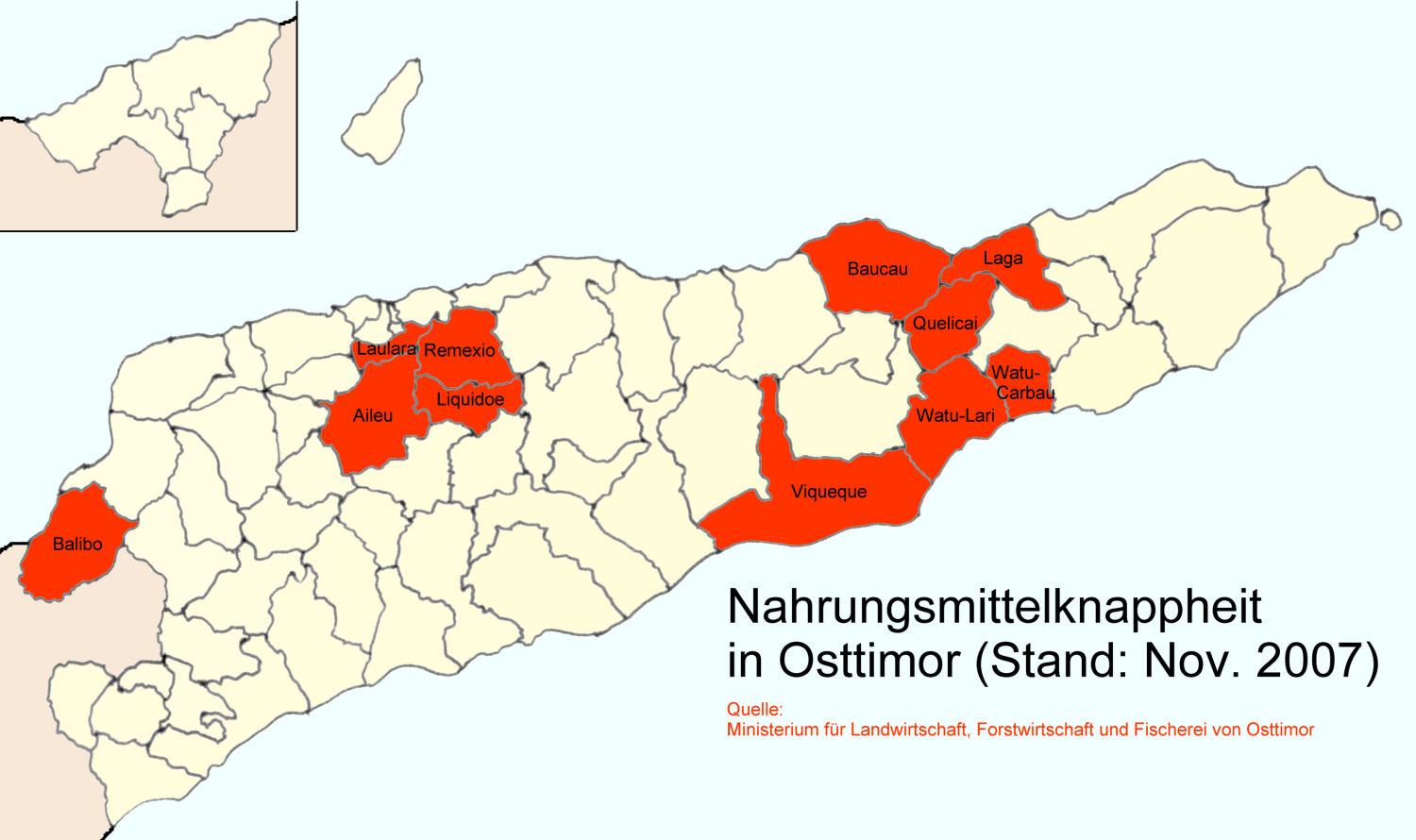
Khu vực bị nạn đói năm 2007

Năm 2007 một vụ mất mùa khiến nhiều người chết ở nhiều vùng thuộc Timor-Leste. Tháng 11 năm 2007, mười một khu vực vẫn cần sự trợ giúp lương thực quốc tế.
Đông Timor cũng có một ngành công nghiệp cà phê lớn và giàu tiềm năng, nước này bán cà phê cho nhiều nhà bán lẻ Fair Trade và trên thị trường tự do. 
Hiện tại ba ngân hàng nước ngoài có chi nhánh tại Dili: ANZ của Úc, Banco Nacional Ultramarino của Bồ Đào Nha, và Bank Mandiri của Indonesia.
Đông Timor không có luật sở hữu trí tuệ.
Tính đến năm 2016, GDP của Đông Timor đạt 2.501 USD, đứng thứ 163 thế giới, đứng thứ 43 châu Á và đứng thứ 11 Đông Nam Á.

## Nhân khẩu

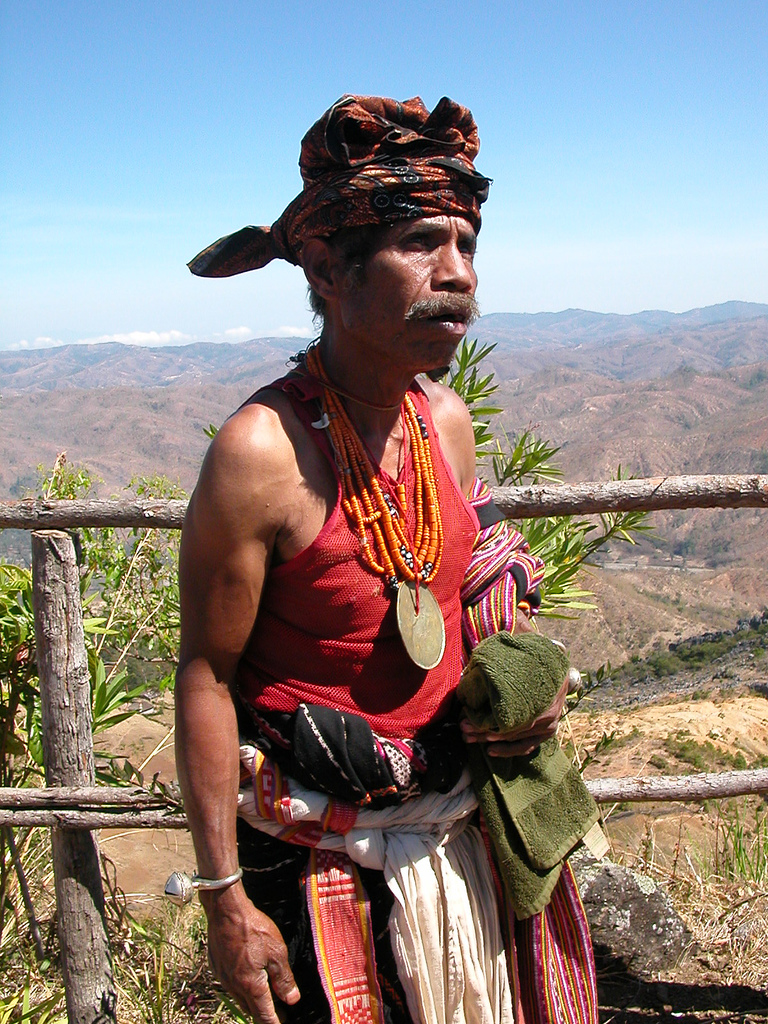
Người Timor bản xứ trong trang phục truyền thống.

Dân số Đông Timor khoảng 1 triệu người. Gần đây đã có sự gia tăng khá mạnh vì tỷ lệ sinh cao, nhưng cũng bởi những người tị nạn quay trở về. Dân số đặc biệt tập trung tại các vùng xung quanh Dili.
Người Timor được gọi là Maubere bởi một số tổ chức chính trị của họ, một cái tên ban đầu có nghĩa xúc phạm đã biến thành một cái tên kiêu hãnh bởi Fretilin. Họ gồm một số sắc tộc riêng biệt, chủ yếu là hậu duệ lai của người Malay-Polynesia và Melanesia/Papua. Các nhóm sắc tộc Malay-Polynesia lớn nhất là Tetum (hay Tetun) (100.000), chủ yếu ở bờ biển phía nam và xung quanh Dili; người Mambae (80,000), ở vùng núi non trung tâm; người Tukudede (63,170), ở vùng quanh Maubara và Liquiçá; người Galoli (50,000), giữa các bộ lạc Mambae và Makasae; người Kemak (50,000) ở hòn đảo trung bắc Timor; và người Baikeno (20,000), ở vùng quanh Pante Macassar. Các dân tộc chính chủ yếu có nguồn gốc Papuan gồm Bunak (50,000), ở vùng nội địa trung tâm của đảo Timor; người Fataluku (30,000), ở mũi phía đông hòn đảo gần Lospalos; và người Makasae, ở phía đông cuối hòn đảo. Ngoài ra, như một số cựu thuộc địa Bồ Đào Nha khác nơi các cuộc hôn nhân giữa các sắc tộc thường diễn ra, có một phần nhỏ dân cư là người lai Timor và Bồ Đào Nha, được gọi trong tiếng Bồ Đào Nha là mestiço. Người mestiço Đông Timor nổi tiếng nhất thế giới là José Ramos-Horta, người phát ngôn phong trào kháng chiến hải ngoại, và hiện là Tổng thống Đông Timor. Mário Viegas Carrascalão, thống đốc được Indonesia chỉ định từ năm 1987 tới năm 1992, cũng là một mestiço. Đông Timor cũng có một số lượng nhỏ người Trung Quốc, chủ yếu là người Khách Gia. Đa số đã ra đi sau cuộc xâm lược của Indonesia, hầu hết sống ở Úc dù một số người Trung Quốc-Timor đã quay trở lại, gồm cả Pedro Lay, Bộ trưởng Hạ tầng.

### Tôn giáo
Tôn giáo tại Đông Timor (2010)
Sau khi độc lập, Đông Timor trở thành nước thứ hai ở Châu Á mà số người theo Công giáo Rôma chiếm đa số (cùng với Philippines). Đa số dân chúng được xác định là theo Công giáo Rôma (90%), mặc dù truyền thống duy linh địa phương có một tác động vững chắc và mạnh mẽ lên văn hóa. Các tôn giáo khác bao gồm Hồi giáo(5%), là tôn giáo của cựu Thủ tướng Đông Timor Mari Alkatiri, và Tin Lành (3%). Còn lại là đạo Hindu (0,3%), đạo Phật (0,1%) và tín ngưỡng duy linh truyền thống. Số người theo Công giáo tăng nhanh chóng dưới thời trị vì của Indonesia, vì tư tưởng quốc gia của Indonesia Pancasila không công nhận đức tin truyền thống và yêu cầu tất cả công dân phải tin vào Chúa trời. Mặc dù sự đấu tranh không phải về tôn giáo, nhưng với tư cách là bộ phận ăn sâu vào nhân dân, Giáo hội Công giáo không chỉ tượng trưng cho sự khác biệt của Đông Timor với đa số Hồi giáo của Indonesia, mà còn đóng một vai trò quan trọng trong các phong trào phản kháng, đại diện là Linh mục Carlos Filipe Ximenes Belo, người đoạt giải Nobel Hòa bình. Hiến pháp hiểu được vai trò của Giáo hội trong nhân dân Đông Timor mặc dù họ cũng quy định nguyên tắc không đổi là đảm bảo tự do tôn giáo cho mọi người.

### Ngôn ngữ
Có khoảng 16 ngôn ngữ bản địa, trong đó tiếng Tetum (ngôn ngữ chính thức), Galole, Mambae và Kemak được nhiều người sử dụng nhất. Ngoài ra, tiếng Bồ Đào Nha (ngôn ngữ chính thức), tiếng Indonesia, tiếng Anh cũng được sử dụng.
Hai ngôn ngữ chính thức của Đông Timor là tiếng Bồ Đào Nha và tiếng Tetum, một ngôn ngữ thuộc nhóm Mã Lai-Đa Đảo. Một dạng ngôn ngữ Tetum chiếm ưu thế, còn được biết đến như Tetun-Dili, phát triển như một phương ngữ được dùng bởi thực dân ở Dili, và do đó bị tác động mạnh bởi tiếng Bồ, nhưng những phương ngữ khác của Tetum vẫn còn được dùng khắp đất nước, trong đó Tetun-Terik ở bờ biển tây nam. Tiếng Indonesia và tiếng Anh được xem là ngôn ngữ đi làm theo Hiến pháp trong Điều khoản Cuối cùng và Chuyển tiếp, mà không có hạn chót. Mặc dù đất nước có khoản 1 triệu cư dân (tháng 8 năm 2005; ước lượng của UNDP ở Dili), có đến 15 ngôn ngữ bản xứ khác được nói: Bekais, Bunak, Dawan, Fataluku, Galoli, Habun, Idalaka, Kawaimina, Kemak, Lovaia, Makalero, Makasai, Mambai, Tokodede và Wetarese.
Dưới thời của Indonesia, việc sử dụng tiếng Bồ Đào Nha bị cấm, nhưng nói được dùng trong sự bí mật để thể hiện sự phản kháng, đặc biệt khi liên lạc với thế giới bên ngoài. Ngôn ngữ này, cùng với tiếng Tetum, có được tầm quan trọng như một biểu tượng của sự chống đối và tự do và được quy định là một trong hai ngôn ngữ chính thức vì lý do này, và như một liên kết tới những quốc gia trên thế giới. Hiện nay nó được dạy và đề cao rộng rãi với sự giúp đỡ của Brasil, Bồ Đào Nha và Hiệp hội Latinh, mặc dù sự đề cao nó trong khu vực công cộng và hành chính đã gặp phải sự phản đối của những người Timor trẻ được giáo dục dưới thời Indonesia.
Theo Báo cáo Phát triển LHQ năm 2006 (sử dụng dữ liệu từ điều tra dân số chính thức), dưới 5% dân số Timor thành thạo tiếng Bồ Đào Nha. Tuy nhiên, giá trị của bảng báo cáo này bị nghi vấn bởi những thành viên của Viện Ngôn ngữ Quốc gia Timor, dứt khoát rằng tiếng Bồ Đào Nha được nói đến 25%, với lượng người nói gấp đôi so với 5 năm trước. Cùng với ngôn ngữ bản địa khác, Tetum vẫn là phương thức liên lạc phổ biến nhất giữa người Timor bình thường, trong khi tiếng Indo vẫn được dùng rộng rãi trong truyền thông và nhà trường từ Trung học đến Đại học. Phần lớn từ vựng trong tiếng Tetum xuất phát từ tiếng Bồ Đào Nha, nhưng nó cũng chia sẻ nhiều từ xuất phát từ tiếng Mãlai của Indonesia. Nhiều từ Indonesia vẫn còn đường dùng thường xuyên trong Tetum và những ngôn ngữ Timor khác, đặc biệt là số đếm.
Đông Timor là thành viên của Cộng đồng các Quốc gia nói tiếng Bồ Đào Nha (CPLP), còn được biết tới như Khối Thịnh vượng chung Lusophone, và là thành viên của Liên hiệp Latinh. Nó là quốc gia độc lập duy nhất ở châu Á mà ngôn ngữ chính thức là tiếng Bồ Đào Nha, mặc dù nó cũng là một trong những ngôn ngữ chính thức của Đặc khu Hành chính Ma Cao của Trung Quốc.

### Giáo dục
Khoảng một nửa dân số trưởng thành mù chữ. Tỷ lệ mù chữ ở nữ giới cao hơn. 
 Mù chữ chiếm 90% ở cuối thời kỳ cai trị Bồ Đào Nha . Năm 2006, 10-30% trẻ em ở độ tuổi đi học tiểu học không tới trường. 
 
Nước này có Đại học Quốc gia Đông Timor. Tiếng Indonesia đóng một vai trò quan trọng trong ngành giáo dục .

### Y tế
Tuổi thọ khi sinh khoảng 60.7 tuổi năm 2007. Tỷ lệ sinh khoảng 6 trẻ trên một phụ nữ. Tuổi thọ khoẻ mạnh khi sinh là 55 tuổi năm 2007. Chi tiêu chính phủ cho y tế ở mức US$ 150 (PPP) trên đầu người năm 2006. Nhiều người ở Đông Timor thiếu nước sạch.

## Văn hoá
Văn hoá Đông Timor phản ánh nhiều ảnh hưởng, gồm Bồ Đào Nha, Công giáo La mã, và Malaysia, trên các văn hoá Nam Đảo (Austronesia) và Melanesia của Timor. Truyền thuyết cho rằng một con cá sấu khổng lồ đã biến thành hòn đảo Timor, hay Đảo Cá sấu, như nó thường được gọi. Văn hoá Đông Timor bị ảnh hưởng mạnh bởi các truyền thuyết Nam Đảo, dù ảnh hưởng của Ki-tô giáo cũng khá mạnh mẽ. 
Nước này có truyền thống mạnh về thi ca. Ví dụ, Thủ tướng Xanana Gusmão, là một nhà thơ nổi tiếng. Về kiến trúc, có một số công trình kiến trúc Bồ Đào Nha, cùng với những ngôi nhà totem truyền thống ở vùng phía đông. Chúng được gọi là uma lulik (những ngôi nhà linh thiêng) trong tiếng Tetum, và lee teinu (những ngôi nhà có chân) tại Fataluku. Nghề thủ công cũng phổ biến, như dệt khăn quàng truyền thống hay tais.

### Thể thao
Đông Timor đã gia nhập nhiều hiệp hội thể thao quốc tế, gồm cả Hội đồng Olympic Quốc tế (IOC). Ban giám đốc IOC đã trao quyền công nhận đầy đủ cho Uỷ ban Olympic Đông Timor (COTL). IOC đã cho phép một đội bốn thành viên chủ yếu mang tính biểu tượng tham gia Olympic Sydney năm 2000 dưới lá cờ Olympic "Các vận động viên Olympic độc lập." Federação de Timor-Leste de Atletismo đã gia nhập Hiệp hội các Liên đoàn Điền kinh Quốc tế (IAAF). Federação de Badminton de Timor-Leste đã gia nhập Liên đoàn Cầu lông Quốc tế (IBF) vào tháng 4 năm 2003. Liên đoàn Đua xe đạp Đông Timor đã gia nhập Union Cycliste Internationale. Confederação do Desporto de Timor Leste đã gia nhập Liên đoàn Cử tạ Quốc tế. Đông Timor cũng là một thành viên đầy đủ của Liên đoàn Bóng bàn Quốc tế (ITTF). Tháng 9 năm 2005, Đội tuyển bóng đá quốc gia Đông Timor đã gia nhập FIFA.
Đông Timor đã tham gia vào nhiều sự kiện thể thao. Dù không đạt được huy chương, các vận động viện Đông Timor đã có cơ hội cạnh tranh với các vận động viên Đông Nam Á khác tại SEA Games 2003 được tổ chức tại Việt Nam năm 2003. Trong Paralympics Games 2003 ASEAN, cũng được tổ chức ở Việt Nam, Đông Timor đã giành một huy chương đồng. Tại Olympic Athens năm 2004, sáu vận động viên nước này đã tham gia ba môn: điền kinh, cử tạ và đấm bốc. Đông Timor đã giành ba huy chương môn Arnis tại SEA Games 2005. Đông Timor cũng là một trong các quốc gia tranh tài tại Lusophony Games đầu tiên, giành được một huy chương đồng môn bóng chuyền nữ (đứng thứ ba trong ba đội), dù thực tế đội tuyển đã thua cả ba trận đấu. Ngày 30 tháng 10 năm 2008, Đông Timor đã giành được điểm quốc tế đầu tiên trong một trận đấu của FIFA với tỷ số hoà 2-2 trước Campuchia. Tại SEA Games 26 tổ chức tại Indonesia, đội tuyển U23 Đông Timor đã gây bất ngờ khi lần lượt đánh bại hai đối thủ là U23 Brunei và U23 Philippines. Đây là những chiến thắng đầu tiên của U23 Đông Timor tại đấu trường này.

### Ngày lễ
Đông Timor hiện có những ngày lễ kỷ niệm các sự kiện lịch sử trong cuộc đấu tranh giành độc lập, cũng như những ngày lễ của Công giáo và Hồi giáo. Chúng được xác định trong Timor-Leste Law no. 10/2005PDF (16.7 KiB).
| Ngày           | Tên                            | Ghi chú                                                                    |
| -------------- | ------------------------------ | -------------------------------------------------------------------------- |
| 1 tháng 1      | Tết Dương lịch                 |                                                                            |
| ngày khác biệt | Eid al-Adha                    |                                                                            |
| Tháng 3-4      | Thứ sáu Tuần Thánh             |                                                                            |
| 1 tháng 5      | Ngày Quốc tế Lao động          |                                                                            |
| 20 tháng 5     | Ngày phục hồi độc lập          | Kỷ niệm chuyển giao chủ quyền từ chính phủ chuyển tiếp Liên Hợp Quốc, 2002 |
| Tháng 5-6      | Lễ Mình và Máu Thánh Chúa Kitô |                                                                            |
| 30 tháng 8     | Ngày trưng cầu dân ý           | Kỷ niệm ngày trưng cầu dân ý, 1999                                         |
| 1 tháng 11     | Lễ Các Thánh                   |                                                                            |
| 2 tháng 11     | Lễ Các Đẳng                    |                                                                            |
| 12 tháng 11    | Ngày thanh niên quốc gia       | Kỷ niệm thảm sát Santa Cruz, 1991                                          |
| 28 tháng 11    | Ngày tuyên bố độc lập          | 1975                                                                       |
| ngày khác biệt | Idul Fitri                     |                                                                            |
| 7 tháng 12     | Ngày các anh hùng quốc gia     | Kỷ niệm cuộc xâm lược của Indonesia vào Đông Timor, 1975                   |
| 8 tháng 12     | Lễ Đức Mẹ vô nhiễm nguyên tội  |                                                                            |
| 25 tháng 12    | Lễ Giáng Sinh                  |                                                                            |

Ngoài ra, luật xác định "các ngày kỷ niệm chính thức" không được coi là ngày lễ nhưng có thể được nghỉ làm:
| Ngày        | Tên                                                                     |
| ----------- | ----------------------------------------------------------------------- |
| Tháng 2-3   | Chúa nhật Lễ Lá                                                         |
| Tháng 3-4   | Thứ năm Tuần Thánh                                                      |
| Tháng 5-6   | Lễ Thăng Thiên                                                          |
| 1 tháng 6   | Ngày quốc tế thiếu nhi                                                  |
| 20 tháng 8  | Ngày của Các lực lượng vũ trang vì sự giải phóng Timor-Leste (FALINTIL) |
| 3 tháng 11  | Ngày phụ nữ quốc gia                                                    |
| 10 tháng 12 | Ngày Nhân quyền Quốc tế                                                 |

### Các danh sách
- Danh sách các chủ đề liên quan tới Đông Timor
- Danh sách thành phố Timor
- Danh sách nhân vật Timor